# 天津大学图书馆
天津大学图书馆的前身为北洋大学图书馆，1895年（清光绪二十一年）随近代第一所大学——北洋大学的诞生而设立，为全国大学图书馆之最先者。

## 历史
1895年（清光绪二十一年），天津大学图书馆的前身北洋大学图书馆随近代第一所大学——北洋大学的诞生而设立，为全国大学图书馆之最先者。
民国以后，受时局动荡之影响，发展不大，国立北洋工学院时期（抗日战争爆发前），图书馆仅有藏书室四五间。
抗日战起，学校沦为日军兵营，仅有部分贵重图书寄存于英租界外商公司，相当数量的图书期刊流落社会，损失惨重。
1946年取回寄存图书及收回散失书刊，恢复重建北洋大学图书馆。
1951年9月，北洋大学图书馆与河北工学院图书馆合并成立天津大学图书馆，以西沽原馆址为总馆，以元纬路馆址为南院分馆。
1958年，9858平方米的图书馆（现北馆）建成投入使用，馆舍扩大，设备条件逐步改善。
1985年扩建了4570平方米的书库，馆藏书刊得以合理布局，服务质量进一步提高。
1990年10968平方米的科学图书馆（逸夫馆）建成，与同期筹建的300余平方米的建筑分馆先后投入使用，馆舍增加，特别是利用现代化技术为教学科研服务方面有了长足进步。
2015年9月12日，北洋园校区一所现代化的图书馆建成开放运行，其馆舍环境、设备设施、管理与服务技术都达到了一个新的高度，为图书馆发展带来了重要契机。

## 馆舍馆藏
天津大学图书馆现有馆舍总面积约6.9万平方米，由卫津路校区的北馆、科学图书馆（又名南馆或逸夫楼）、建筑分馆及新校区图书馆（郑东图书馆）组成；其中北馆面积为14732平方米，南馆面积为10968平方米，建筑分馆面积为300平方米，新校区图书馆于2015年9月投入使用，面积为4.3万平方米。图书馆设有开架借书处、21个阅览室和两个培训教室，阅览座位近2000席，其中包括拥有150余台计算机的三个电子阅览与培训室和一个拥有84席的视像阅览室。每年接待读者达百万余人次。另设有18个专家研究室，供专家学者使用。科学图书馆内还设有学术报告厅及配套使用的多功能厅、小会议室，北馆设有视像会议，为校内外的学术会议提供了良好的场所。
资源建设以电子资源为重，并不断建设完善资源信息化平台。截至2016年底，天津大学图书馆纸质书刊总量291.51万册，其中中外文图书75.92万种，251.22万册，中外文期刊8295种，26.5万册；中外文电子图书158.26万册；中外文电子期刊4.29万种；收藏有《闲情偶记》、《御纂周易折中》、《西湖志》等珍贵古籍、数百种线装书、名人手稿等，并藏有百年历史的全套多类工科日文刊、俄文刊、英文刊；电子数据库86种，其中42个为与TALIS（天津市高等教育文献信息中心）共建共享；自建、共建特色数据库2种（古建筑特色库、摩托车信息资源库）；共建、引进了卓越联盟图书馆知识共享服务平台、百链云图书馆文献传递系统、超星中文学术发现系统、Find+外文发现系统、移动图书馆。另有3万余种音像和缩微资料。形成了一套学科门类较为齐全、重点学科重点保证的多类型多载体多语种的文献保障系统。